# Politodorcadion archalense
Politodorcadion archalense är en skalbaggsart som först beskrevs av Aleksandr Sergeievich Danilevsky 1996.  Politodorcadion archalense ingår i släktet Politodorcadion och familjen långhorningar.
Artens utbredningsområde är Kazakstan. Inga underarter finns listade i Catalogue of Life.